# Sint Kwinten (Löwen)

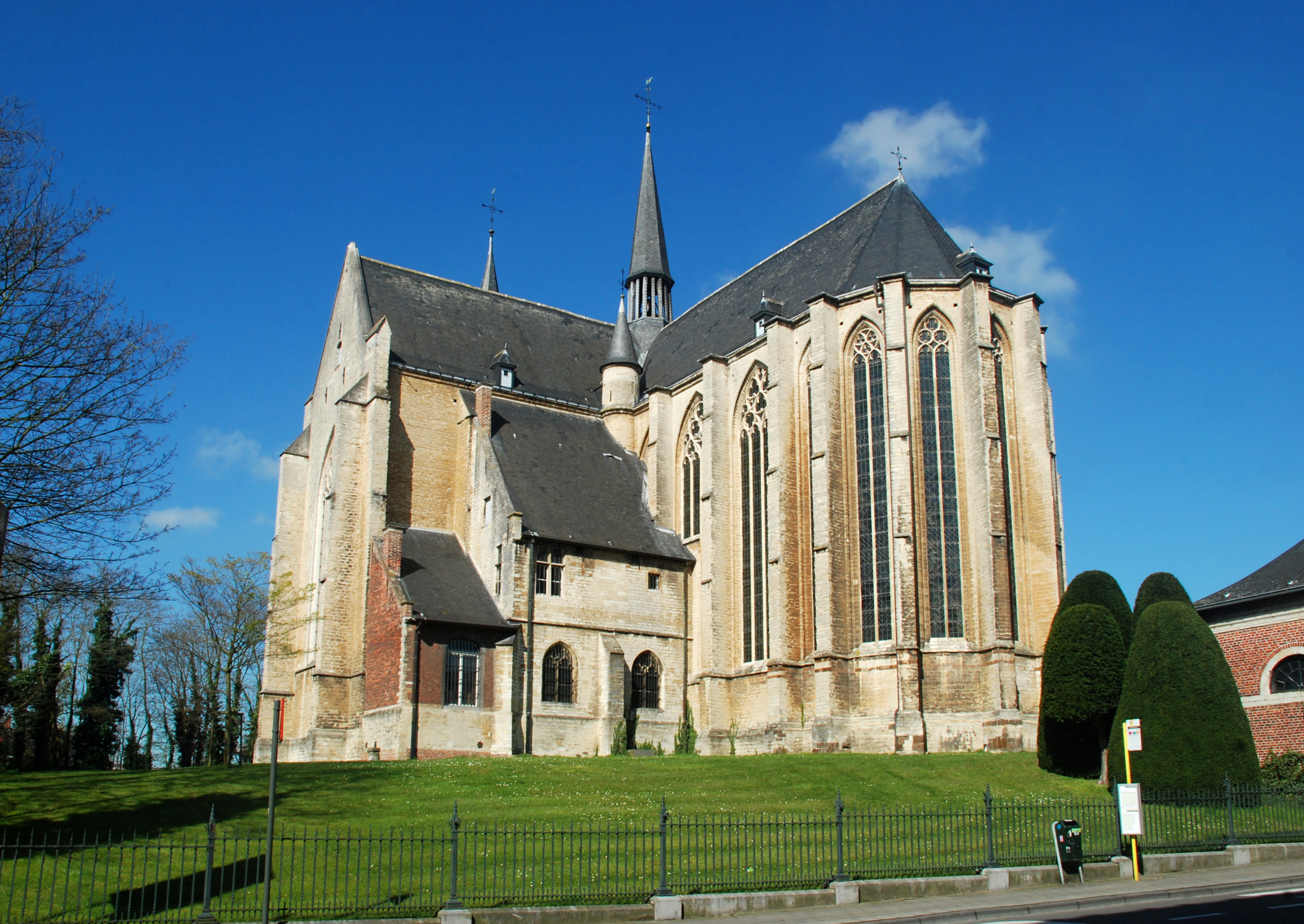
Chor und südliches Querschiff von Sint Kwinten

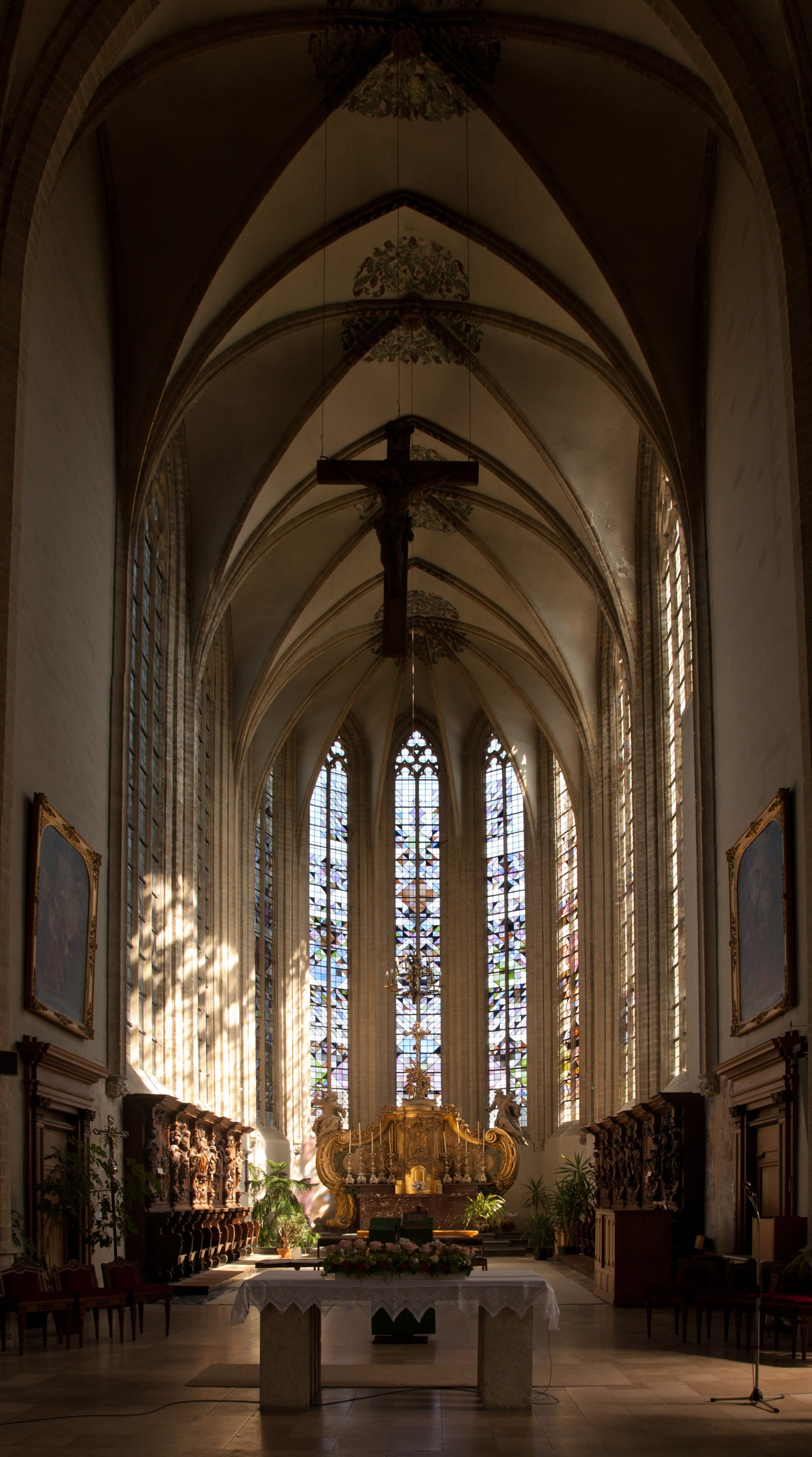
Innenansicht

Sint Kwinten (deutsch: St. Quintin(us), französisch Saint-Quentin) ist eine Kirche im Stil der Brabanter Gotik in Löwen, Belgien.

## Geschichte
Bereits vor dem Jahre 1015 stand auf dem Waayberg, der Anhöhe auf der sich die heutige Sint Kwintenskirche befindet, eine kleine Kapelle, die dem heiligen Quintin gewidmet war. Sie wurde vermutlich zu Zeiten des Grafen Lambert I. von Löwen erbaut, der in seiner Jugend in Saint-Quentin, Frankreich, gelebt hatte. Diese Kapelle wurde im 13. Jahrhundert zur Pfarrkirche ernannt, baulich vergrößert und mit einem Turm versehen. Mitte des 15. Jahrhunderts riss man die Kirche ab und ersetzte sie durch den heutigen gotischen Bau. Der Turm blieb allerdings erhalten und wurde erst Anfang des 19. Jahrhunderts umgebaut.
Es war vermutlich der Löwener Architekt und Stadtbaumeister Matheus de Layens, der im 15. Jahrhundert die Pläne für die gotische Sint Kwintenskirche anfertigte. Der Bau zog sich über 100 Jahre hin und überstieg die finanziellen Mittel der St.-Quintinus-Bruderschaft, weshalb schließlich auf eine Travée verzichtet werden musste.
In den Jahren 1967 bis 1970 wurde die Kirche einer sorgfältigen Renovierung unterzogen.

## Architektur

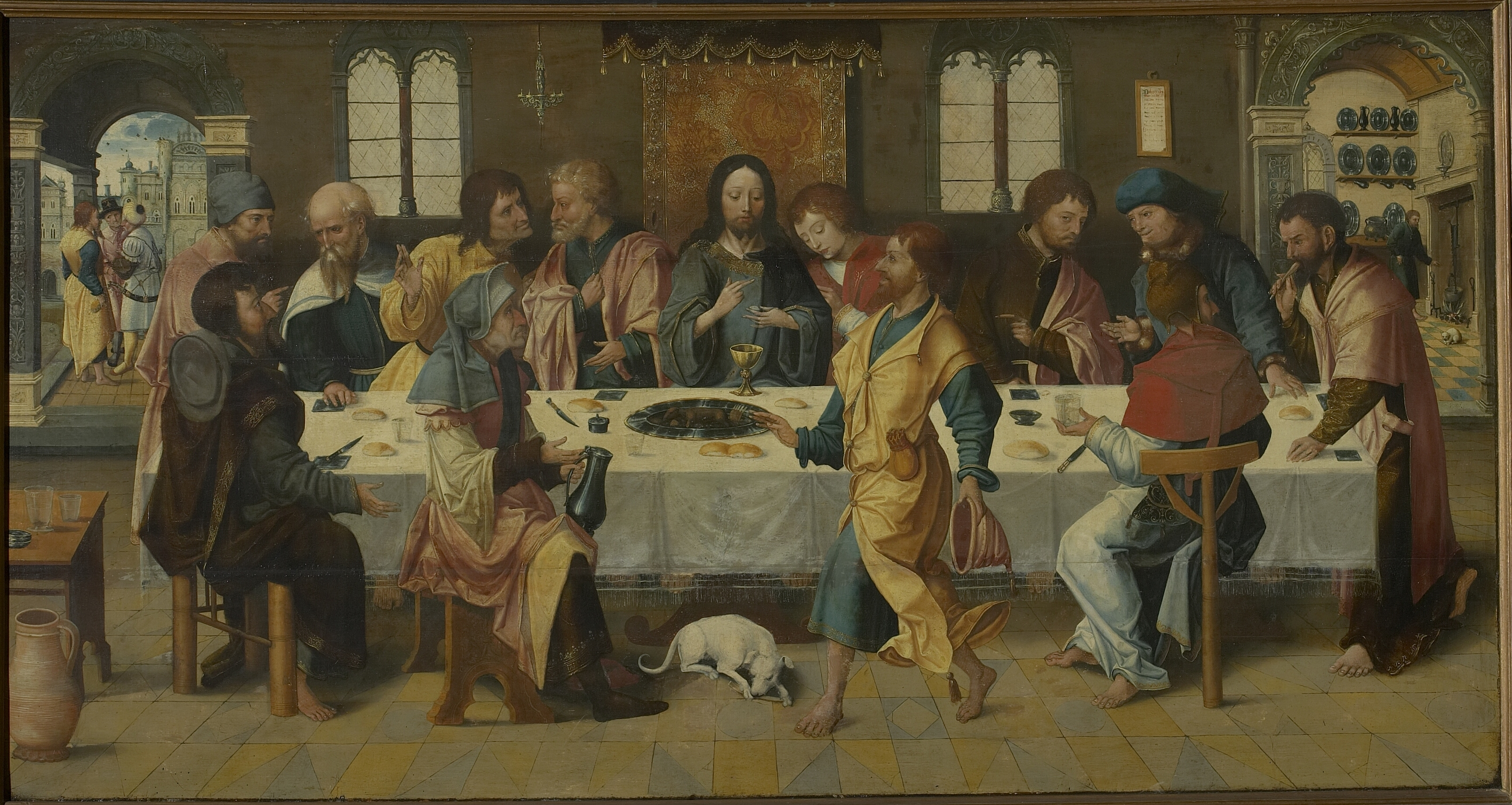
Das letzte Abendmahl von Jan Willems

Der Grundriss des Kirchengebäudes umfasst das dreischiffige basilikale Langhaus, das Querschiff, den Chor, den Turm und zwei Sakristeien. Das Mittelschiff ist im Stile der Demergotik erbaut, hat jedoch für diese Bauweise untypisch große Fenster. Querschiffe und Chor entstammen der Brabanter Hochgotik, das Portal aus dem 17. Jahrhundert ist barock.

## Sehenswürdigkeiten
Im Innenraum der Kirche sind zahlreiche Gemälde und Standbilder zu besichtigen, darunter:
- eine Madonnenstatue von Artus Quellinus aus dem 17. Jahrhundert
- die Statue eines sitzenden, gegeißelten Jesus aus der Löwener Schule des 15. Jahrhunderts
- ein Gemälde von Gaspar de Crayer im nördlichen Arm des Querschiffs, auf dem die heilige Anna, Maria und Jesus umgeben von St. Rochus, St. Christophorus, St. Antonius, St. Sebastian und St. Georg dargestellt sind
- zwei Gemälde von Jan Jozef Verhaghen, Bruder des Malers Pieter Jozef Verhaghen, im nördlichen Querschiff, nämlich Ecce Homo und Heiliges Antlitz, und im Chor ein weiteres Gemälde von ihm: Die Verhöhnung Jesu
- ein Gemälde seines Bruders Pieter Jozef Verhaghen: Jesus auf dem Ölberg
- ein Letztes Abendmahl, das der Leuvener Stadtmaler Jan Willems im Jahre 1521 im Stil der Renaissance malte[2]
- Im Südarm des Querschiffs befindet sich ein Altar, der St. Quentin geweiht ist. Er wird geschmückt durch ein Gemälde von Pieter Jozef Verhaghen, das das Martyrium des Heiligen darstellt.
- Unter dem Turm befindet sich eine Taufkapelle mit einem schmiedeeisernen Gitter und einem steinernen Taufbecken (1560) mit einem großen kupfernen Deckel.
- Die großen Glasfenster (19. Jahrhundert) der beiden Querschiffarme stellen verschiedene Heilige dar.